# Magdeburger Alternative
Magdeburger Alternative ist ein Reformkonzept der Wirtschaftswissenschaftler Ronnie Schöb und Joachim Weimann von der Otto-von-Guericke-Universität Magdeburg, das auf die Schaffung von Arbeitsplätzen im Niedriglohnsektor durch ein Kombilohnmodell abzielt. Dabei sollen Anreize zur Arbeitssuche erhöht werden und parallel die Bruttolöhne bei Geringqualifizierten gesenkt werden. Das Konzept wurde von den Professoren im Jahr 2002 entwickelt und im Folgenden publiziert.

## Konzept
Nach einer vorgeschalteten Analyse und Ursachenforschung für die Massenarbeitslosigkeit in Deutschland (so seien insbesondere die Bruttolohnkosten für geringqualifizierte Arbeitnehmer in Deutschland zu hoch) definieren die Autoren der „Magdeburger Alternative“ ein Vier-Punkte-Programm als Kernstück.
Demnach erstattet die Bundesregierung denjenigen Arbeitgebern, die Sozial- oder Arbeitslosenhilfeempfänger entsprechend der tariflichen Regelungen für die unterste Lohngruppe neu einstellen, die gesamten bezahlten Sozialversicherungsbeiträge, d. h. Arbeitgeber- und Arbeitnehmerbeiträge. Als Vorteil dieser Maßnahme sehen die Autoren eine Senkung der Arbeitskosten um rund 35 Prozent, zugleich bleibe der Nettolohn des Neueingestellten unberührt.
Um eine Verlagerung bestehender Arbeitsverhältnisse in das attraktive sozialversicherungsfreie Beschäftigungsmodell zu verhindern, will das Konzept der Magdeburger Alternative mit zwei Instrumenten Verdrängungsmechanismen ausschließen. Dazu soll zu einem Stichtag in jedem Unternehmen die Anzahl der Beschäftigten im Niedriglohnsektor registriert werden. Nur, wenn dieser Referenzwert durch tatsächliche Neueinstellungen überschritten wird, käme das Unternehmen für diese Arbeitsplätze in den Genuss der staatlichen Befreiung von den Sozialabgaben. Sollte diese Zahl der Neueinstellungen wieder sinken und unter den Referenzwert fallen, werden die Jobs wieder sozialversicherungspflichtig.
Zweitens wollen Schöb und Weimann die Auslagerung von Arbeitsplätzen dadurch verhindern, dass man bestehenden Unternehmen zusätzliche Anreize gibt, ihre Beschäftigung auszuweiten. Deshalb würden dem Konzept zufolge bestehenden Unternehmen nicht nur die Sozialversicherungsbeiträge für den neu eingestellten Hilfeempfänger zurückbezahlt. Sie erhielten zusätzlich auch noch die Sozialversicherungsbeiträge für einen bereits am Stichtag beschäftigten Arbeiter erstattet. Die Wissenschaftler erhoffen sich von der Tatsache, dass damit Unternehmen, die die Beschäftigung ausweiten, für eine Neueinstellung doppelt so viel erstattet bekommen wie ein neu geschaffenes Unternehmen, das die Arbeit durch Auslagerung übernimmt, einen Stopp bzw. zumindest eine Verlangsamung des Arbeitsplatz-Offshorings.
Als dritten Kernpunkt der Magdeburger Alternative sehen die Wirtschaftswissenschaftler eine weitere Verschärfung der Zumutbarkeitskriterien für Arbeitssuchende. In ihrem Konzept heißt es dazu, wer arbeitsfähig sei und eine ihm angebotene, zumutbare Arbeit ablehne, verwirke seinen Anspruch auf Hilfe der Gesellschaft. Außerdem müssten die politischen Parteien sich in einem vierten Schritt auf eine dauerhafte Laufzeit dieses Modells sozialversicherungsfreier Beschäftigung einlassen, um langfristig die Arbeitsmarkteffekte zu sichern.

## Auswirkungen
Die Autoren glauben, durch ihr Modell circa 1,8 Millionen Arbeitsplätze zu schaffen und zugleich den Staat um jährlich mehr als vier Milliarden Euro netto zu entlasten. Zwar müsse die Bundesregierung die Sozialabgaben übernehmen, es ergeben sich dadurch jedoch keine Mehrausgaben, weil bereits bisher die Krankheitskosten des Arbeitslosen übernommen wurden. Nun wird dieses Geld stattdessen in die gesetzliche Sozialversicherung eingezahlt. So sorgt der Staat für den Aufbau eines Rentenanspruchs und beugt somit ggf. notwendig werdender ergänzender Sozialhilfe im Alter vor.
Schoeb und Weimann bezeichnen ihr Modell als einen konsensorientierten Gegenentwurf zu den Hartz-Reformvorschlägen 2002 sowie dem Konzept des Münchner ifo Instituts. Sie kritisieren bisherige Kombilohnmodelle wie etwa das „Mainzer Kombilohn-Modell“ als verfehlt, weil es nur auf der Angebotsseite ansetze und dabei den Nettolohn, nicht wie beim Magdeburger-Modell den Bruttolohn subventioniere. Zudem habe ihr Modell den Vorteil, dass es keinen Eingriff in die Tarifautonomie darstelle. Laut Schoeb ziele die Arbeitsmarktpolitik in Deutschland auf eine Stabilisierung der Mittelklasse, verliere aber die Problematik von rund 2,5 Mio. ungelernten oder geringqualifizierten Langzeitarbeitslosen aus dem Blick.

## Kritik
Kritiker des Modells bezweifeln, dass die vorgesehenen Instrumente zu Verhinderung von Mitnahme- und Verdrängungseffekten auf Unternehmerseite greifen könnten. Damit würde die Zahl der tatsächlich neu entstehenden Jobs sinken, Experten rechnen mit weniger als einer Million. Dies hätte automatisch zur Folge, dass der Staat keine finanziellen Einspareffekte erzielen würde, sondern mehr Geld ausgeben müsste. Zugleich erwarten Experten Probleme mit der Vereinbarkeit mit EU-Förder- und -Subventionsrichtlinien.
Das Modell "Magdeburger Alternative" war Teil des Wahlprogrammentwurfs des Landesvorstandes der Linkspartei.PDS in Sachsen-Anhalt. Nach heftiger Kritik aus dem Gewerkschaftsflügel der Partei, welcher auf die Gefahr des Lohndumpings durch dieses Modell verwies, sowie von attac, wurde auf dem Landesparteitag in Magdeburg der Linkspartei.PDS dieses Modell durch die Delegierten mehrheitlich verworfen.